# Lactophrys
Lactophrys es un género de peces de la familia Ostraciidae, del orden Tetraodontiformes. Este género marino fue descrito por primera vez en 1839 por William Swainson.

## Especies
Especies reconocidas del género:
- Lactophrys bicaudalis (Linnaeus, 1758)
- Lactophrys trigonus (Linnaeus, 1758)
- Lactophrys triqueter (Linnaeus, 1758)